# Георг Тракль
Ґеорґ Тракль (нім. Georg Trakl; нар. 3 лютого 1887, Зальцбург — пом. 3 листопада 1914, Краків) — австрійський поет, один з двох найвидатніших представників німецькомовного літературного експресіонізму. Перебував під сильними впливами поетики символізму. Проте неможливо співвідносити його творчість лише з одним із цих літературних напрямків.
Одним із найвідоміших його творів є вірш «Ґродек», в якому закарбувався особистий досвід сприйняття Першої світової війни.

## Життя
Народився 3 лютого 1887 року в Зальцбурзі (Австрія). Його батько, Тобіас, був дилером техніки; а мати була домогосподаркою, і цікавилася музикою та мистецтвом.
Вчився в зальцбурзькій гімназії, але так і не закінчив її, пішовши працювати в аптеку.
У 1908 році Тракль переїжджає у Відень, щоб вивчати фармакологію. Там він почав більше приділяти уваги поезії.
У Відні вперше публікуються вірші Тракля.
Закінчивши навчання в університеті, Тракль отримав звістку про смерть батька і пішов у армію. Після року служби, Тракль повернувся у Зальцбург працювати в аптеці, але згодом Тракль був прийнятий на місце воєнного провізора при аптеці гарнізонного госпіталю.
Він отримує визнання в поетичних колах, і його вірші публікуються у відомому культурологічному журналі Der Brenner.
В 1913 році виходить збірка «Вірші».
Тракль веде богемний спосіб життя та впадає в залежність від кокаїну й алкоголю.
Під час Першої світової війни був мобілізований до австро-угорської армії, де служив у польовому шпиталі.
Тракль ледве давав раду пораненим, упав у депресію та намагався покінчити життя самогубством.
3 листопада 1914 року Тракль покінчив життя самогубством у лікарняній палаті, прийнявши смертельну дозу морфію.

## Творчість
Тракль належав до течії експресіонізму.
Характерно: трагічне світосприйняття, символічна ускладненість образів, емоційна насиченість, звертання до теми смерті.
Сам поет характеризував свій стиль так: «Моя манера зображення зливає в єдине враження чотири різних образи в чотирьох рядках».

## Переклади українською мовою
Багато віршів Тракля переклав українською мовою Петро Марусик. Окремими виданнями твори поета з'явилися в перекладах письменника Тимофія Гавриліва: «Ґеорґ Тракль. Твори» (Львів: в-во «Просвіта», 1997) та «Ґеорґ Тракль. Себастянові сни» (Львів: в-во «ВНТЛ-Класика», 2004). Т. Гавриліву належить ідея відкриття меморіальної стели поетові в м. Городок Львівської області, де Тракль перебував на початку Першої світової війни.
З 2013 року поезію Ґеорґа Тракля перекладає полтавський поет, перекладач і культуртрегер Максим Солодовник.
Його переклади поезій геніального австрійця виходили у складі бонусних розділів до авторських поетичних збірок: «Концерт для єдиної слухачки» (Полтава: в-во «Eisenturm», 2014) [Архівовано 18 січня 2020 у Wayback Machine.], «Забігаючи на край ночі. Ч.1» (Полтава: в-во «Eisenturm», 2017)  [Архівовано 17 лютого 2020 у Wayback Machine.], котрі знаходяться у вільному доступі на офіційному блозі видавництва.
Окрім того, започаткований Максимом Солодовником 2014 року музичний проект ABENDLAND присвятив свій однойменний дебютний повноформатний студійний альбом пам'яті Ґеорґа Тракля. Реліз альбому, цілком заснованого на поезії Тракля (у перекладах фронтмена ABENDLAND), відбувся 17 травня 2016 року. [Архівовано 12 жовтня 2016 у Wayback Machine.]
Музичний гурт «Мандри» назвав Тракля своїм улюбленим поетом.

### Видання українських перекладів
- Ґеорґ Тракль. «Твори». переклав з нім. Тимофій Гаврилів. – Львів: «Просвіта», 1997 (двомовне видання: містить вірші, драматичні фрагменти, листи)
- Ґеорґ Тракль. «Себастянові сни». переклав з нім. Тимофій Гаврилів. –  Львів: «Класика», 2004 (двомовне видання: містить вірші, драматичні фрагменти, рецензії, листи)
- Ґеорґ Тракль. «Вірші». переклав з нім. Олександр Андрієвський. іл. Gurge Feodor. – Київ: «Стилет і стилос», 2025.